# 切斯特·牛顿
切斯特·牛顿（英語：Chester Newton，1903年9月18日—1966年5月11日），美国前男子摔跤运动员，主攻自由式。他曾代表美国参加1924年夏季奥林匹克运动会摔跤比赛，获得男子自由式次轻量级银牌。